# Pennville (Pennsilvània)
Pennville és una concentració de població designada pel cens dels Estats Units a l'estat de Pennsilvània. Segons el cens del 2000 tenia 1.964 habitants.

## Demografia
Segons el cens del 2000, Pennville tenia 1.964 habitants, 659 habitatges, i 461 famílies. La densitat de població era de 1.053,2 habitants/km².
Dels 659 habitatges en un 31,7% hi vivien nens de menys de 18 anys, en un 54,6% hi vivien parelles casades, en un 10,6% dones solteres, i en un 29,9% no eren unitats familiars. En el 22,8% dels habitatges hi vivien persones soles el 8,3% de les quals corresponia a persones de 65 anys o més que vivien soles. El nombre mitjà de persones vivint en cada habitatge era de 2,51 i el nombre mitjà de persones que vivien en cada família era de 2,94.
Per edats la població es repartia de la següent manera: un 21,1% tenia menys de 18 anys, un 6,5% entre 18 i 24, un 27% entre 25 i 44, un 17,4% de 45 a 60 i un 28% 65 anys o més.
L'edat mediana era de 42 anys. Per cada 100 dones de 18 o més anys hi havia 77,2 homes.
La renda mediana per habitatge era de 38.934 $ i la renda mediana per família de 47.841 $. Els homes tenien una renda mediana de 36.231 $ mentre que les dones 21.520 $. La renda per capita de la població era de 18.252 $. Cap de les famílies i el 3,3% de la població estaven per davall del llindar de pobresa.

## Poblacions properes
El següent diagrama mostra les poblacions més properes.